# مصوبه قتل (لغو مجازات اعدام برای قتل) ۱۹۶۵
مصوبه قتل (لغو مجازات اعدام برای قتل) ۱۹۶۵ (به انگلیسی: Murder (Abolition of Death Penalty) Act 1965) (حدود ۷۱) مجلس بریتانیا است. در این قانون مجازات اعدام برای قتل را در بریتانیا لغو کرد (مجازات اعدام برای قتل تا سال ۱۹۷۳ در ایرلند شمالی باقی ماند). طبق این قانون مجازات اعدام با حبس ابد جایگزین شد.

## مفاد قانون
قانون ۱۹۶۵ قانون قتل ۱۹۵۷ را اصلاح کرد، در آن قانون پیشین اعدام‌ها به تنها چهار یا کمتر در سال کاهش داده شده بود.
قانون سال ۱۹۶۵ توسط نماینده سیدنی سیلورمن به عنوان یک لایحه خصوصی به پارلمان تقدیم شد. این قانون مقرر می‌دارد که اتهامات قتل عمد در پی تصویب به عنوان اتهام قتل ساده تلقی شود و کلیه احکام اعدام به مجازات حبس ابد تبدیل می‌شد. این قانون حاوی یک بند زماندار بود که می‌گفت این قانون در ۳۱ ژوئیه ۱۹۷۰ منقضی خواهدشد «مگر اینکه پارلمان با قطعنامه‌های موافق در هر دو مجلس تصمیم دیگری بگیرد». قطعنامه‌هایی در ۱۶ و ۱۸ دسامبر ۱۹۶۹ در هر دو مجلس عوام و لردها به تصویب رسید و بدین ترتیب این قانون دائمی شد.

## رویدادهای بعدی
از زمان قانون قتل (لغو مجازات اعدام برای قتل) در سال ۱۹۶۵، هیچ اعدامی در بریتانیا رخ نداده است. آخرین اعدام در ۱۳ اوت ۱۹۶۴ بود، زمانی که پیتر آلن و گوین ایوانز به دلیل قتل جان آلن وست در جریان دزدی چهار ماه قبل از محاکمه به دار آویخته شدند، جرمی که طبق قانون ۱۹۵۷ مجازات اعدام داشت. قانون ۱۹۶۵ حکم اعدام را برای چهار جرم بزرگ را همچنان تأیید می‌کرد: خیانت بزرگ، " دزدی دریایی با خشونت " (دزدی دریایی به قصد کشتن یا ایجاد آسیب شدید بدنی)، ایجاد آتش‌سوزی در اسکله‌های سلطنتی و جاسوسی، و همچنین سایر جرایم مرگبار تحت قوانین نظامی.
قانون ۱۹۶۵ در ایرلند شمالی اجراء نشد، هر چند وست مینستر به ندرت مسئولیت قانون کیفری پارلمان ایرلند شمالی در استورمونت را زیر پا می‌گذاشت. در طول درگیری‌های ایرلند شمالی وست مینستر قانون اساسی ایرلند شمالی در سال ۱۹۷۳ را تصویب کرد که استورمونت را لغو کرد و قانون ایرلند شمالی (مقررات اضطراری) در سال ۱۹۷۳ را تصویب کرد و مجازات اعدام برای قتل را در آنجا لغو کرد. هر چند مجازات اعدام در بریتانیا تا سال ۱۹۹۸ با قانون حقوق بشر ۱۹۹۸ و قانون جنایت و بی نظمی ۱۹۹۸ به‌طور کامل لغو نشد.

## یاد کرد ویکی‌پدیا
- مشارکت‌کنندگان ویکی‌پدیا. «Murder (Abolition of Death Penalty) Act 1965 en fa». در دانشنامهٔ ویکی‌پدیای انگلیسی، بازبینی‌شده در ۹ فوریهٔ ۲۰۲۵.